# Clarion

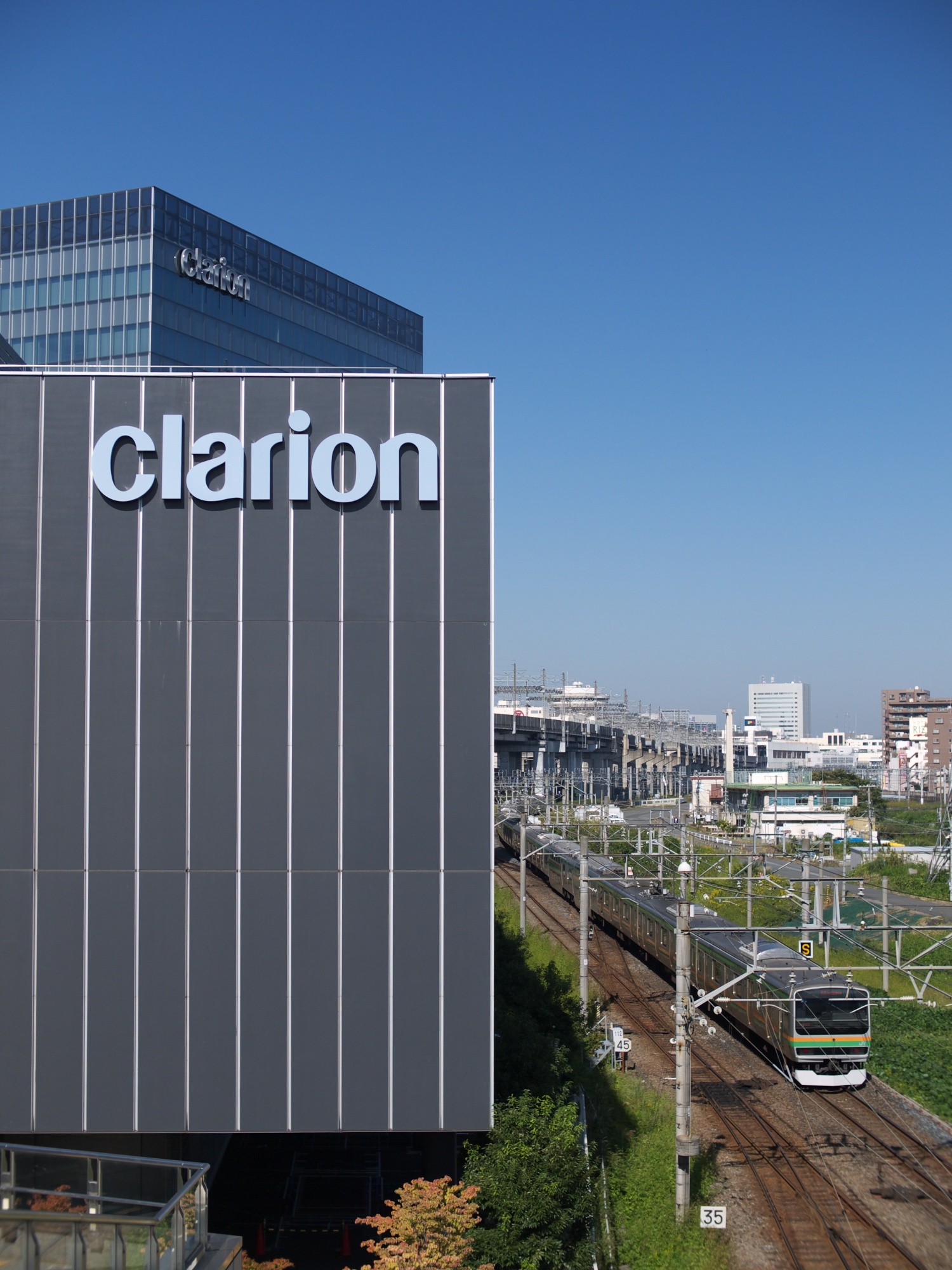
Головний офіс компанії в Сайтамі.

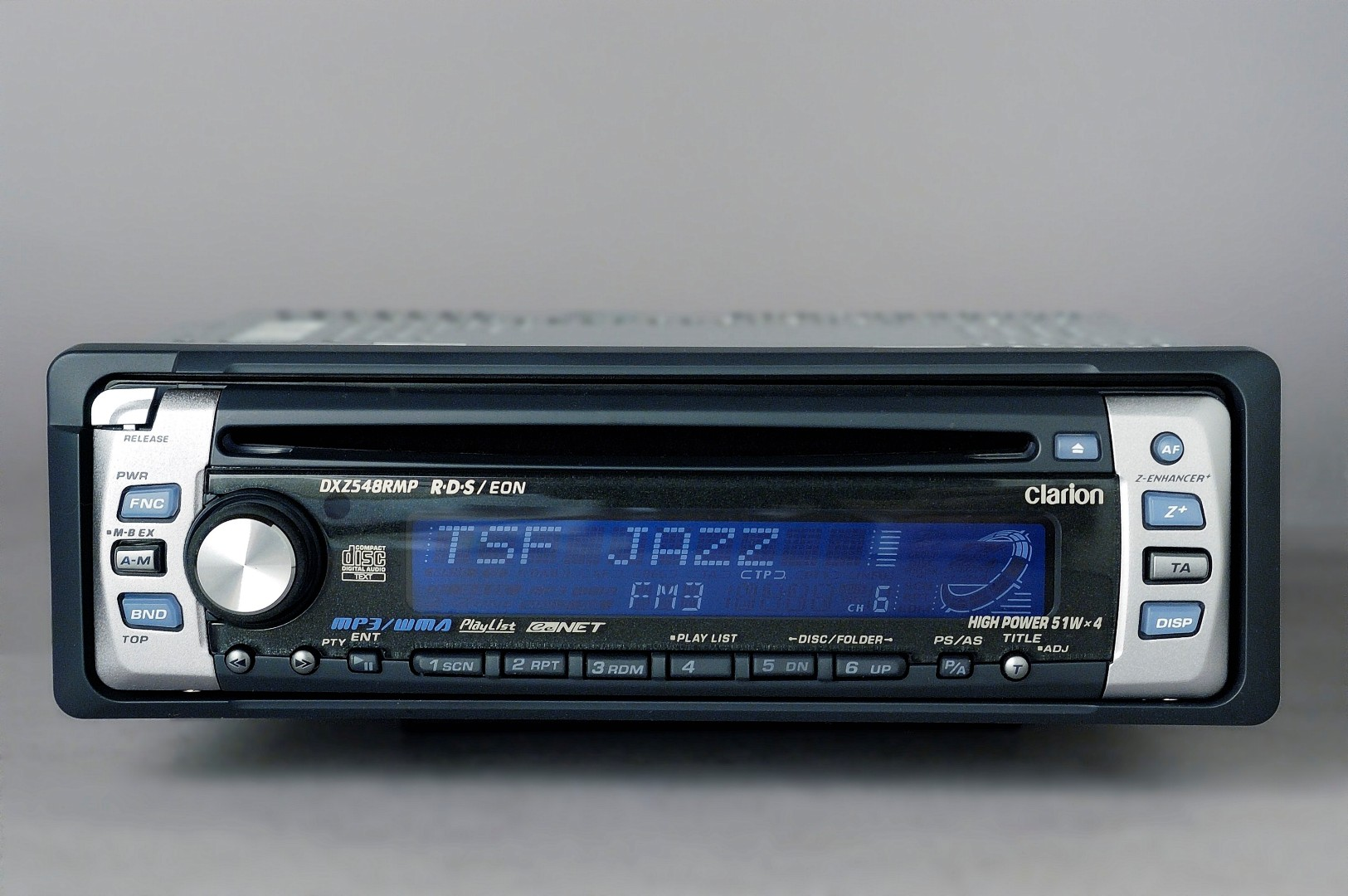
Автомагнітола від Clarion.

«Clarion» (яп. クラリオン株式会社) — японська компанія з виробництва автомобільної електроніки (автомобільні аудіосистеми, навігаційні системи, спеціалізовані комп'ютери). Є дочірньою компанією «Hitachi».

## Походження назви
Назва компанії «Clarion» походить від назви довгого духового інструменту, що видає звук гранично високої частоти, і який вперше з'явився в XIV столітті; інструмент зі зігнутою трубою називався «кларіон», а інструмент із прямою трубою називався «тромбу». Кларіон являв собою S-подібний інструмент, схожий на сучасну трубу, але мав менше розширення і товстіші стінки. Він мав важкий мундштук, і вважалося, що кларіон міг підтримувати хороший звуковий баланс з іншими інструментами. Таку назву було обрано, щоб підкреслити близький зв'язок компанії «Clarion» з музикою.

## Історія компанії
1940 рік, грудень — заснована як Hakusan Wireless Electric Company, компанія почала виробництво радіостанцій для автомобілів японської армії і автономних побутових радіоприймачів — початковий капітал 180,000 ¥.
1943 рік, листопад — злившись із Takizawa Wireless Electric Industry Co., Ltd, перейменувалася в Teikoku Dempa Co., Ltd.
1947 рік — офіційно зареєстрована торгова марка Clarion.
1948 рік — зробили перший в Японії підсилювач для автобусів (модель A-214).
1951 рік — виробили першу в Японії аудіо систему для машини.
1953 рік — AM-радіоприймач «LeParisian» перший пристрій, виготовлений в Японії і встановлений на заводі Рено на машину Renault4CV, зібраний фірмою Hino.
1959 рік — Clarion розробила перший у світі транзисторний автомобільний радіоприймач.
1959 рік, травень — одержано перше замовлення від NissanMotors.
1962 рік, серпень — акції Clarion котируються у 2-й секції Токійської біржі.
1963 рік — Clarion представляє перший в Японії стереофонічний радіоприймач для машин (модель CA-802).
1968 рік — Clarion починає виробництво першого в Японії касетного стереопрогравача (модель PE-801).
1969 рік, серпень — акції Clarion котируються в 2-й секції Осакської біржі.
1970 рік, лютий — Clarion переводиться з 2-ї до 1-ї секції Токійської та Осакської біржі.
1971 рік — Clarion представляє перший у світі касетний програвач з автореверсом (модель PE-666).
1978 рік — представлена на ринок перша автомобільна компонентна система. Запуск першого шумопоглинача для FM радіо (модель CZ1) і перший у світі графічний еквалайзер для автомобіля (модель EQB).
1979 рік — Clarion розробляє перший у світі радіотюнер із пригнічувачем шуму середніх хвиль (модель CZ2).
1980 рік — Clarion розробляє перше у світі радіо для мотоциклів.
1983 рік — заснування Clarion France.
1983 рік, листопад — заснована виробнича компанія в Мексиці.
1984 рік — Clarion розробляє SAW-конвертер і успішно проводить експерименти з широко-спектральними передавачами. Clarion запускає перший у світі цифровий програвач для автомобілів (модель DCA2000).
1987 рік, липень — CD5000 автомобільний CD-програвач.
1990 рік — Clarion нагороджений Nissan Quality Control.
1992 рік — випущена на ринок навігаційна система NAC-200 з голосовим супроводом. Clarion також представляє першу систему, що комбінує AM/FM, CD-чейнджер-контролер і аудіо/мобільний зв'язок систему з розпізнаванням голосу (модель CAL-1000).
1993 рік — бездротовий модем SS Clarion вперше перевершує стандарти встановлені японським урядом і запускається в виробництво. В огляді якості продукції, JD PowerAssociates називає Clarion найкращим з усіх постачальників OEM-компонентів для автоіндустрії. Clarion CMH270CD, з моторизованою передньою панеллю, удостоюється премії «Найкращий Дизайн» від Асоціації Авто Аудіо Преси (ECAP). Clarion розробляє першу активну цифрову систему управління (модель ADCS-1).
1994 рік — Clarion випускає компактний 4-MD чейнджер в Європі. CR123RM стає моделлю року в Європі. Clarion France стає одним із засновників IASCA у Франції (Міжнародна Асоціація за якість звуку в автомобілі).
1995 рік — Clarion представляє перший у світі моторизований монітор у корпусі розміру 1 DIN (ModelTVX4151). Clarion запускає першу автомобільну мультимедійну систему (TTX7101 і VMA9181). ECAP нагороджує її в номінаціях «Інновація».
1996 рік — побачила світ навігаційна система Clarion, сумісна з VICS (Автомобільна інформація & Комунікаційна Система). 18-дисковий CDC1805 стає продуктом року (ECAP).
1997 рік — заснована виробнича компанія в Угорщині. Clarion VRX8370R стає першим мультимедіа центром в Європі й отримує нагороду від EISA «EuropeanCarAudioSystem97/98».
1998 рік — інженерний відділ Clarion отримує сертифікат QS9000, міжнародний стандарт якості встановлений Великою Трійкою американських автовиробників. Clarion і Microsoft спільно розробляють AutoPC, перший у світі бортовий персональний комп'ютер. Clarion розробляє GPS-приймач спільно з американською компанією Rockwell. Clarion випускає навігаційну систему з голосовим управлінням. Навігаційна система NAX9400E відзначена в Німеччині.
2000 рік — заснування Clarion Sales Co., Ltd. (США) і Clarion Devices Co., Ltd. HCX Corporation — спільне підприємство між Clarion, Hitachi і Xanavi Informatics.
2001 рік — Clarion AXZ613R стає «Найкращим продуктом року» 2001/2002 за оцінками Європейської Асоціації автоаудіо Преси (ECAP). Судді, що представляли 8 основних асоціацій Європи, віддали свої голоси касетній магнітолі ClarionAXZ613R як «ідеальному поєднанню краси й функціональності».
«Autohifi», провідний німецький журнал про автоаудіо, назвав Clarion DAH913 і DXZ718R «Абсолютним Вищим Класом». DAH913 переміг 6 інших виробників. DXZ718R домінує в категорії «Звук», надихаючи авторів на слова «новий об'єкт жадання».
2001 рік, листопад — AutoPC CADIAS — (перший у світі автомобільний комп'ютер) представлений на Токійському Авто Шоу.
2002 рік, березень — супутниковий радіоприймач представлений у США. DXZ928R (перший у світі CD-програвач з DolbyPro-LogicII процесором) стає найкращим у Європі Головним Апаратом (EISA). ClarionDXZ928R став найкращим апаратом EISA «2002/2003». За нього проголосувало 50 найкращих журналів з 20 країн.
2006 рік, липень — випущена навігаційна система з твердим диском і голосовим управлінням NAX.
2007 рік, лютий — на МКС відправлений для штатної роботи AV-ресивер clarion VCZ628 в комбінації з DVD-чейнджером VCZ628. Це перший політ розважальної системи в космос, компоненти Clarion обрані, як найнадійніші на Землі.
2008 рік, серпень — випущено перший автономний комунікатор Clarion MIND (Mobile Internet Navigation Device) з операційною системою Linux і новітнім процесором IntelAtom.
2010 рік, квітень — побачило світ друге покоління бездискових автомобільних аудіо ресиверів — серія FZ, яке задало нову тенденцію розвитку ринку автомобільних аудіо-систем.[джерело?]
2011 рік, травень — нова флагманська модель мультимедійної навігаційної системи clarion NX501 з твердою пам'яттю увібрала в себе всі новітні технології нашого часу і знову задала орієнтир для всіх учасників ринку.[джерело?]
2012 рік, листопад — на навігатори Clarion ставиться карта СітіГІД — найдетальніша автомобільна карта на сьогоднішній день.[джерело?]

## Діяльність компанії
Продукція компанії поділена на два основні підрозділи:
- Дивізіон OEM-бізнесу: розробка та поширення автомобільних систем серед основних світових виробників автомобільної електроніки;
- Дивізіон продажів: поширення продуктів для роздрібних каналів.